# Astrid Suurbeek
Astrid Suurbeek (Amsterdam, 15 febbraio 1947) è un'ex tennista olandese.

## Carriera
Alle universiadi di Tokyo 1967 ha conquistato la medaglia d'oro nel doppio femminile in coppia con Ada Bakker, l'anno successivo ha partecipato agli Australian Championships raggiungendo i quarti di finale sia in singolare che nel doppio e in entrambe le occasioni è Billie Jean King ad estrometterla dal torneo, nel doppio aveva partecipato con Ada Bakker e si sono arrese alla coppia King-Casals.
Ha rappresentato l'Olanda durante la Federation Cup 1968 aiutando la sua nazione a raggiungere la prima finale nella storia della competizione, sono state sconfitte per 3-0 dall'Australia guidata da Margaret Court.